# ジェイムズ・ブリッジス (第3代シャンドス公爵)
第3代シャンドス公爵ジェイムズ・ブリッジス（英語: James Brydges, 3rd Duke of Chandos、1731年12月27日 - 1789年9月29日）は、イギリスの貴族、政治家。
父が爵位を継承する1744年までウィルトン子爵(Viscount Wilton)、1744年から自身が爵位を継承する1771年までカーナーヴォン侯爵(Marquess of Carnarvon)の儀礼称号を使用した。

## 経歴
1731年12月27日、第2代シャンドス公爵ヘンリー・ブリッジスとその妻メアリー(第4代エルギン伯爵チャールズ・ブルースの娘)の間の長男として生まれる。
ケンブリッジ大学で学ぶ。
1747年2月10日に母方の祖父第4代エルギン伯爵が死去したため、女系継承でスコットランド貴族爵位キンロス卿を継承したが、この爵位継承は彼の死後に確定した。
1754年から1757年にかけてフリーメイソンのイングランド・首位グランドロッジのグランドマスターを務める。
1754年から1761年にかけてウィンチェスター選挙区、1761年から1768年にかけてレッドノーシャー選挙区から選出されてホイッグ党所属の庶民院議員を務めた。
1760年から1764年にかけては寝室侍従長を務めた。1763年から1764年、1771年から1780年にかけてハンプシャー知事を務めた。
1771年11月28日に父が死去して第3代シャンドス公爵位を継承し、貴族院議員となった。
1775年5月12日に枢密顧問官(PC)に列し、1783年から1789年まで宮内長官を務める。
1789年9月29日に死去した。男子がなかったため、保有爵位のほとんどが廃絶したが、キンロス卿のみ一人娘のアンに継承された(後世に確定)。

## 栄典

### 爵位
- 1747年2月10日、第7代キンロス卿 (de jure 7th Lord Kinloss)
(1602年創設スコットランド貴族爵位)(死後に継承が確定)
- 1771年11月28日、第3代シャンドス公爵 (Duke of Chandos)
(1719年創グレートブリテン貴族爵位)
- 1771年11月28日、第3代カーナーヴォン侯爵 (Marquess of Carnarvon)
(1719年創設グレートブリテン貴族爵位)
- 1771年11月28日、第3代カーナーヴォン伯爵 (Earl of Carnarvon)
(1714年創設グレートブリテン貴族爵位)
- 1771年11月28日、ヘレフォード州における第3代ウィルトン子爵 (Viscount Wilton in the county of Hereford)
(1714年創設グレートブリテン貴族爵位)
- 1771年11月28日、グロスター州におけるスードリーの第11代シャンドス男爵 (Baron Chandos, of Sudeley in the county of Gloucester)
(1554年創設イングランド貴族爵位)
- 1771年11月28日、ヘレフォード州におけるウィルトンの第6代ブリッジス準男爵 (6th Baronet Brydges, of Wilton in the county of Hereford)
(1627年創設イングランド準男爵位)

## 家族
1753年にマーガレット・ニコルと結婚したが、子供のないまま、1768年に死別した。1777年にアン・ギャモンと再婚。彼女との間に一人娘のアン・エリザベスを儲けた。彼女はキンロス卿位を継承し、初代バッキンガム＝シャンドス公リチャード・テンプル＝ニュージェント＝ブリッジス＝シャンドス＝グレンヴィルと結婚した。